# Richard Laymon
Œuvres principales
- The Traveling Vampire Show

Richard Laymon, né le 14 janvier 1947 à Chicago et mort le 14 février 2001  à Los Angeles, est un écrivain américain de fantastique et d'horreur.

## Œuvres

### SérieBeast House Chronicles
1. La Cave aux atrocités, Fleuve noir, coll. Gore, no 49, 1987 ((en) The Cellar, Warner Books, 1980), trad. Bernard Blanc et Dominique Brotot  (ISBN 2-265-03621-8)Réédité aux éditions Bragelonne, coll. Horreur, no 18, sous le titre La Cave et avec une nouvelle traduction de Lorène Lenoir en 2009
2. La Maison de la bête, Fleuve noir, coll. Gore, no 88, 1989 ((en) The Beast House, 1986), trad. E. Constant  (ISBN 2-265-04030-4)
3. (en) The Midnight Tour, 1998
4. (en) Friday Night in the Beast House, 2001

### Romans indépendants
- (en) Your Secret Admirer, 1980Publié sous le pseudonyme Carl Laymon
- Le bois des ténèbres, Fleuve noir, coll. Gore, no 3, 1985 ((en) The Woods Are Dark, 1981), trad. Yves Boniface  (ISBN 2-265-02944-0)
- (en) Nightmare Lake, 1983Publié sous le pseudonyme Carl Laymon
- (en) The Lawmen, 1983Publié sous le pseudonyme Lee Davis Willoughby
- (en) Out Are the Lights, 1983
- (en) Night Show, 1984
- (en) A Stranger's Arms, 1984Publié sous le pseudonyme Carla Laymon
- (en) All Hallow's Eve, 1985
- (en) Beware, 1985
- (en) Tread Softly, 1987Publié sous le pseudonyme Richard Kelly
- (en) Flesh, 1987
- (en) Midnight's Lair, 1988Publié sous le pseudonyme Richard Kelly
- (en) Resurrection Dreams, 1988
- (en) Funland, 1989
- (en) The Stake, 1990
- Pluie vaudou, Lefrancq, coll. Attitudes, 1997 ((en) One Rainy Night, Headline, 1991), trad. Christophe Corthouts  (ISBN 2-87153-461-6)
- (en) Island, 1991
- (en) Darkness, Tell Us, 1991
- (en) Blood Games, 1992
- (en) Alarums, 1992
- (en) Dark Mountain, 1992
- (en) Endless Night, 1993
- (en) Savage: From Whitechapel to the Wild West on the Track of Jack the Ripper, 1993
- Le Jeu, Bragelonne, coll. L'Ombre, no 19, 2007 ((en) In the Dark, Headline, 1994), trad. Arnaud Demaegd  (ISBN 978-2-35294-101-9)
- La Grande secousse, Rivages, coll. Suspense/Effroi, no 4, 1996 ((en) Quake, Headline, 1995), trad. Frank Reichert  (ISBN 2-86930-978-3)
- (en) Bite, 1996
- (en) Body Rides, 1996
- (en) After Midnight, 1997
- (en) The Wilds, 1998
- (en) Cuts, 1999
- (en) Among the Missing, 1999
- (en) Come Out Tonight, 1999
- (en) Once Upon A Halloween, 2000
- (en) The Traveling Vampire Show, 2000
- (en) Night in the Lonesome October, 2001
- (en) The Halloween Mouse, 2001Écrit avec Alan M. Clark. Livre pour enfant
- Sans refuge, Bragelonne, coll. L'Ombre, no 49, 2009 ((en) No Sanctuary, Headline Feature, 2001), trad. Sébastien Bonnet  (ISBN 978-2-35294-326-6)
- (en) Amara, 2002
- (en) The Lake, 2004
- (en) The Glory Bus, 2005
- (en) The Woods are Dark, 2008Version non expurgée d'origine éditée par sa fille Kelly

## Récompense
- Prix Bram Stoker du meilleur roman 2000 pour The Traveling Vampire Show.